# Colcapirhua (stad)
Colcapirhua (Quechua: Qullqapirwa) is een middelgrote stad in het departement Cochabamba, Bolivia. Het is de hoofdplaats van de gelijknamige gemeente, gelegen in de Quillacollo provincie. 
Bij de census van 2012 was ze naar aantal inwoners de 18de stad van Bolivia. De stad ligt 10 kilometer ten westen van Cochabamba.

## Bevolking
| Jaar | Populatie |
| ---- | --------- |
| 1992 | 19.547    |
| 2001 | 41.637    |
| 2012 | 51.896    |